# Maïmakaïné
Maïmakaïné (auch: Maimakayiné, Maimakayné, Mai Makayné, Maymakainé) ist ein Dorf in der Landgemeinde Dogonkiria in Niger.

## Geographie
Das von einem traditionellen Ortsvorsteher (chef traditionnel) geleitete Dorf befindet sich etwa 22 Kilometer nördlich des Dorfs Dogonkiria, dem Hauptort der gleichnamigen Landgemeinde, die zum Departement Dogondoutchi in der Region Dosso gehört.
Es herrscht das Klima der Sahelzone vor, mit einer durchschnittlichen jährlichen Niederschlagshöhe zwischen 300 und 400 mm. Rund 23 Kilometer östlich von Maïmakaïné liegt der See Mare de Dan Doutchi.

## Bevölkerung
Bei der Volkszählung 2012 hatte Maïmakaïné 2144 Einwohner, die in 247 Haushalten lebten. Bei der Volkszählung 2001 betrug die Einwohnerzahl 1698 in 207 Haushalten und bei der Volkszählung 1988 belief sich die Einwohnerzahl auf 1254 in 176 Haushalten.

## Wirtschaft und Infrastruktur
Im Dorf gibt es einen bedeutenden Viehmarkt. Es ist eine Schule vorhanden. Bei Maïmakaïné steht eine 223 Meter lange und zwei Meter hohe Talsperre. Durch das Dorf führt die 165,9 Kilometer lange Nationalstraße 36 zwischen Dogondoutchi und Tébaram. Es handelt sich um eine moderne Erdstraße.